# Podstawa falowania
Podstawa falowania – powierzchnia, poniżej której dno praktycznie nie oddziałuje na ruch falowy i odwrotnie. Dlatego też głębokość tej powierzchni ma istotne znaczenie dla procesów sedymentacyjnych zachodzących na dnie.